# Hans Herrmann

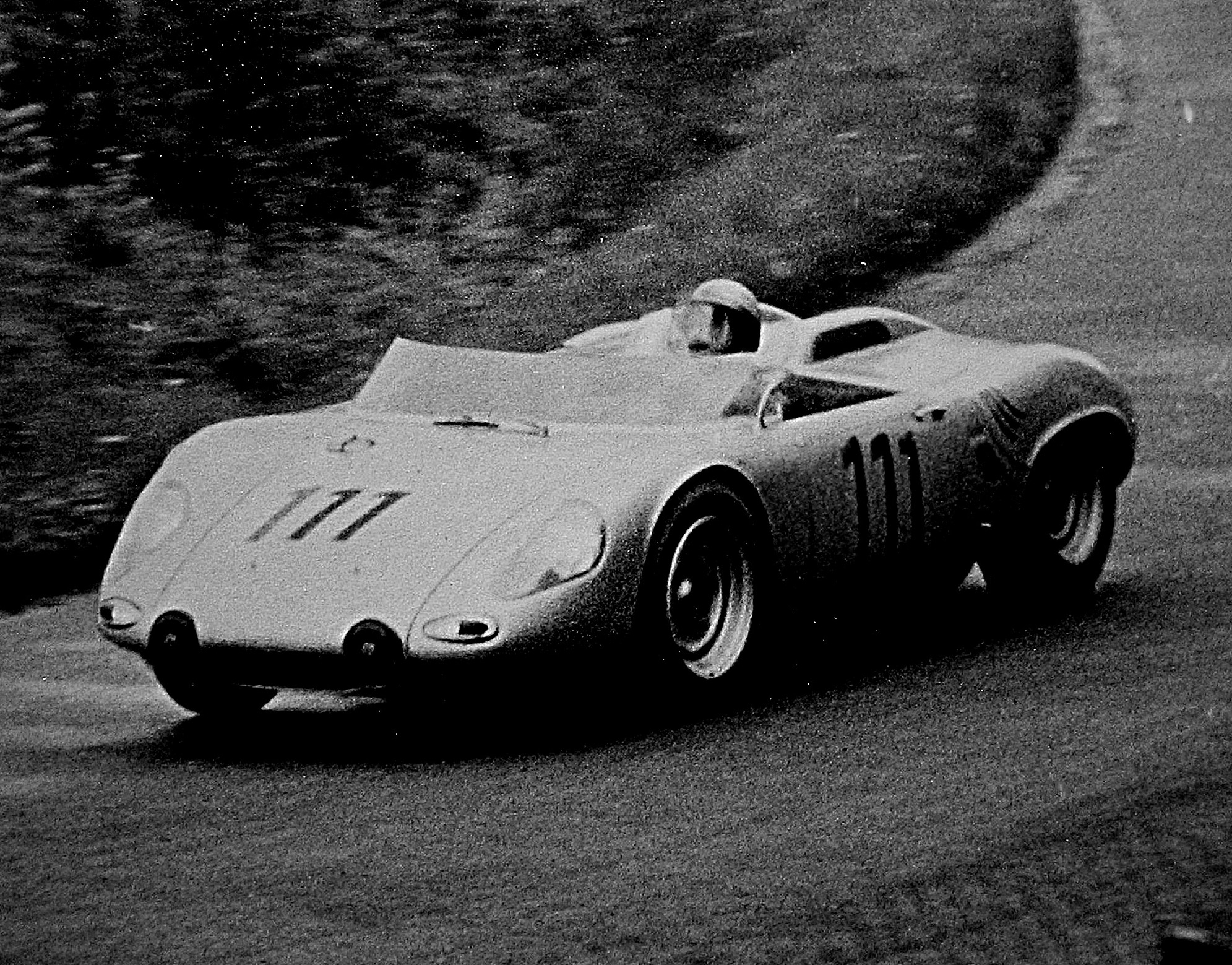
Hans Herrmann im 718 W-RS Spyder beim 1000-km-Rennen 1962 auf dem Nürburgring

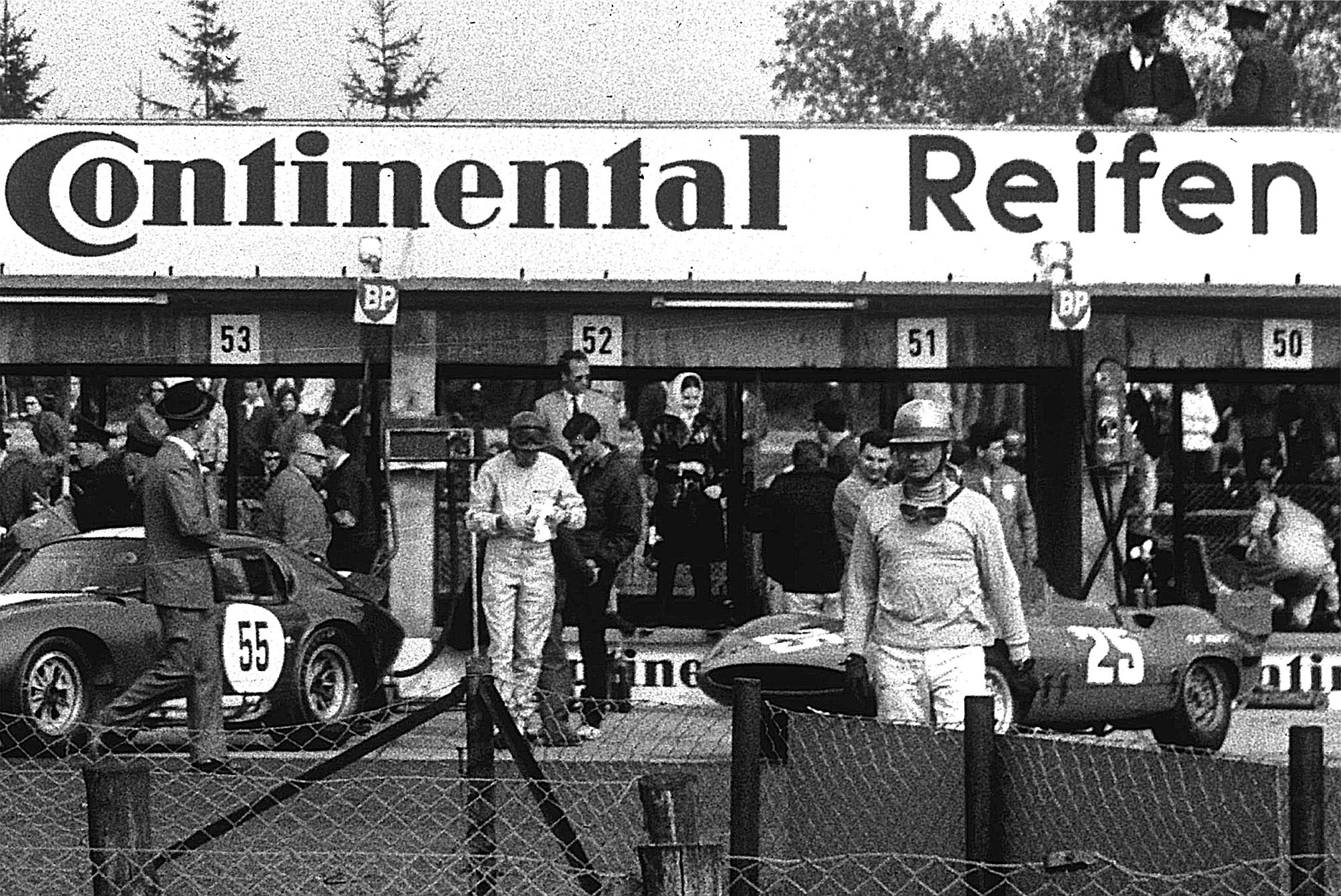
Hans Herrmann vor dem Start zum 1000-km-Rennen 1965

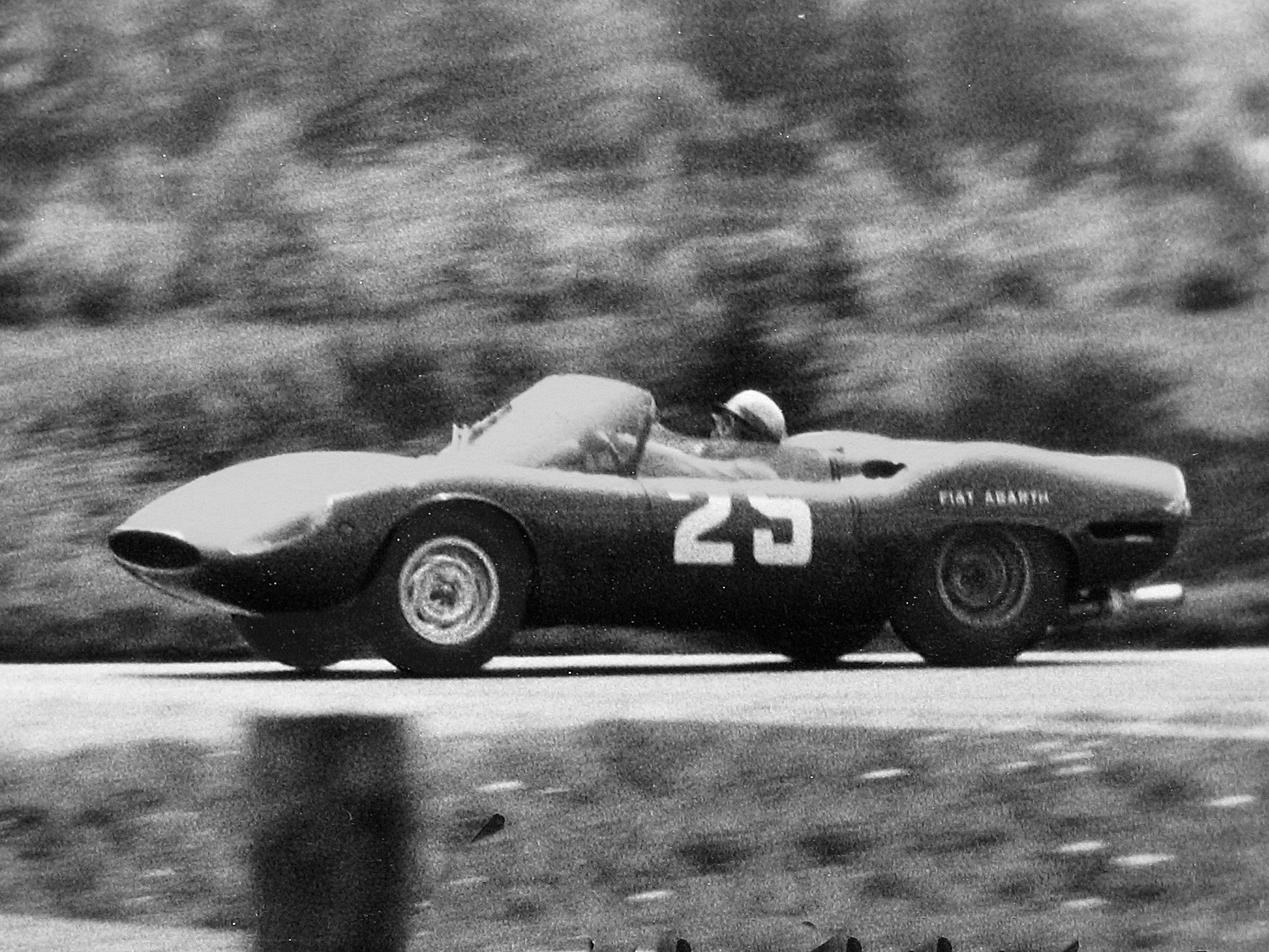
Herrmann 1965 im Fiat Abarth

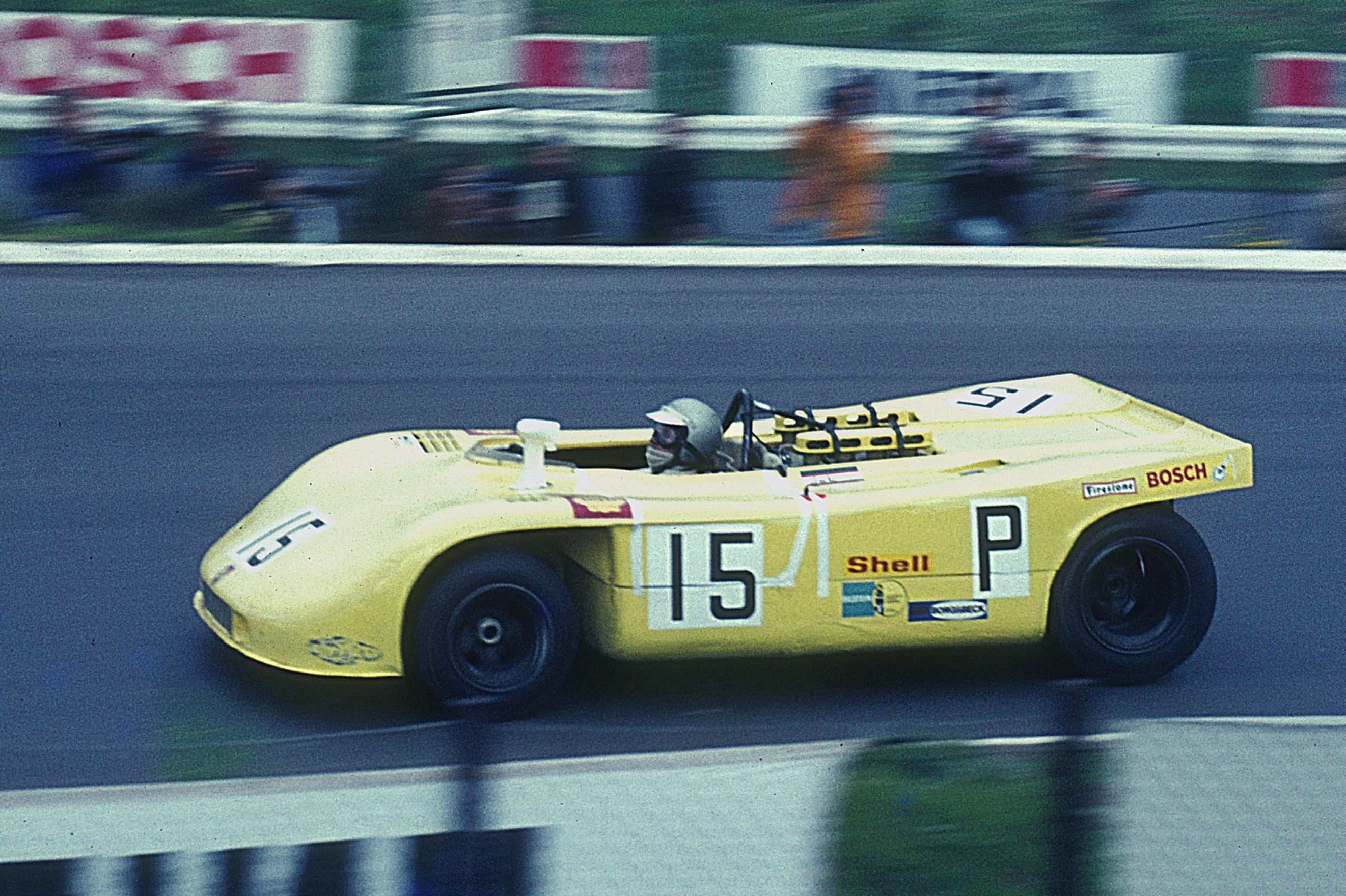
Hans Herrmann 1970 im Porsche 908/03

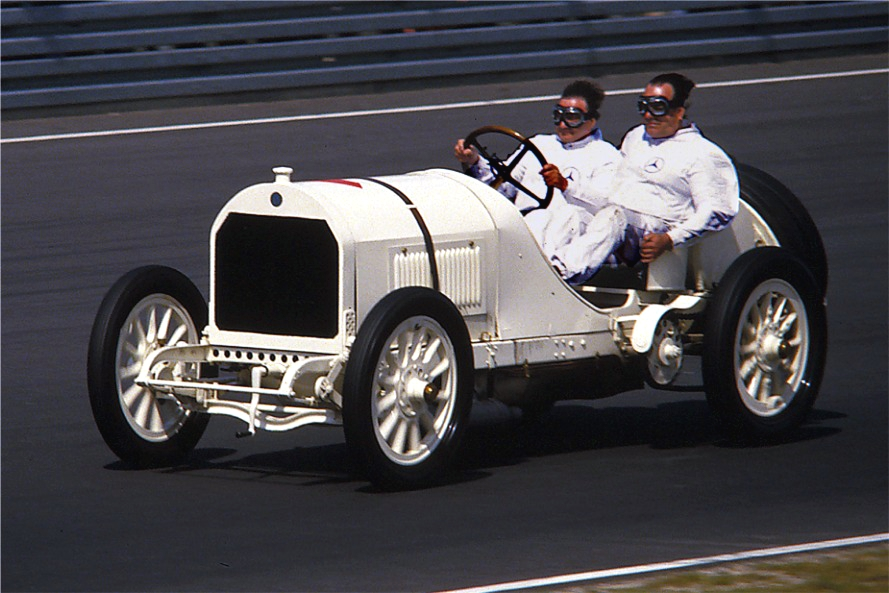
Hans Herrmann 1986 am Steuer eines Benz von 1908

Hans Karl Walter Herrmann (* 23. Februar 1928 in Stuttgart) ist ein ehemaliger deutscher Automobilrennfahrer.
Der gelernte Konditor war einer der vielseitigsten deutschen Piloten, der bei unterschiedlichsten Rennarten auf verschiedensten Marken antrat. Seine Karriere reicht von der Zusammenarbeit mit Vorkriegsakteuren wie Mercedes-Rennleiter Alfred Neubauer bis zum Beginn der Dominanz von Porsche bei den 24-Stunden-Rennen von Le Mans. Er startete erfolgreich bei legendären Langstreckenrennen wie der Mille Miglia, Targa Florio und Carrera Panamericana und ist einer der letzten Zeitzeugen aus dieser Ära. Zudem war Hans im Glück an einigen spektakulären, jedoch glimpflich verlaufenen Unfällen oder Aktionen beteiligt.

## Der Weg zum Rennfahrer
Als 17-Jähriger wurde Herrmann 1945 zum Arbeitsdienst eingezogen und kurze Zeit danach zur Waffen-SS abgestellt. Auf dem Transport zum Einsatzort gelang es ihm zusammen mit vier Kameraden zu entkommen und sich in Zivilkleidung nach Stuttgart abzusetzen. Nach dem Krieg schloss er seine Konditorlehre ab, übte den Beruf aber später nicht aus, obwohl er das Café seiner Mutter übernehmen sollte.
Nach der Lehre erstand er mithilfe der Mutter einen kleinen BMW 3/20 (Bauzeit 1932 bis 1934) und chauffierte damit einen Arzt zu den Patienten. 1947 meldete Herrmann eine Lizenz als Fuhrunternehmer an, jetzt mit einem 1,5-Liter-BMW, den er für 40.000 Reichsmark kaufte und mit dem er als eine Art Taxiunternehmen Personen transportierte. Seine nächsten Autos waren ein 2-Liter-BMW und 1951 ein Porsche 356 1300. Mit dem Porsche nahm er im Februar 1952 an der 1. Hessischen Winterfahrt teil.

## Karriere im Motorsport

### Der Anfang mit Porsche
1952 startete Herrmann auf dem Nürburgring mit seinem privaten Porsche (jetzt mit 1500-cm³-Motor) erstmals bei einem Rundstreckenrennen und gewann. Schon 1953 gehörte er zum Porsche-Werksteam und nahm erfolgreich u. a. an der Mille Miglia teil, die er mit einem Klassensieg beendete. Bei diesem Rennen quer durch Italien machte er 1954 durch eine spektakuläre Aktion auf sich aufmerksam: Als direkt vor ihm die Bahnschranken für den herannahenden Schnellzug nach Rom im letzten Moment geschlossen wurden, konnte Herrmann nicht mehr bremsen. Er und sein Beifahrer Herbert Linge duckten sich in das Cockpit des flachen Porsche 550 Spyder, und der Wagen fuhr unter den Schranken gerade noch vor dem Zug hindurch. Das Ergebnis waren ein erneuter Klassensieg und der sechste Platz im Gesamtklassement.

### Werksfahrer bei Mercedes
Für die Formel-1-Saison 1954 suchte das Mercedes-Werksteam, das mit Juan Manuel Fangio den besten Fahrer der Epoche verpflichtet hatte, einen Nachwuchsfahrer zur Ergänzung. Herrmann wurde im Herbst 1953 zu einer Fahrerprüfung auf dem Nürburgring eingeladen und erzielte dort unter fünf Kandidaten die besten Zeiten. Als „dritter Mann“ stand er jedoch sowohl im Schatten des Argentiniers als auch seines älteren deutschen Kollegen Karl Kling. Neuentwicklungen wie der für normale Rennstrecken vorteilhafte unverkleidete Mercedes-Benz W 196 wurden ihm erst später zur Verfügung gestellt. Zu seinen besten Leistungen zählen die schnellste Rennrunde beim Großen Preis von Frankreich, wo er allerdings ausschied, während die Teamkollegen einen Doppelsieg beim Debütrennen errangen, sowie der dritte Platz beim Großen Preis der Schweiz 1954. Da Mercedes 1954 werksseitig noch keine Sportwagenrennen bestritt, konnte er auch für Porsche antreten und erreichte mit dem hubraumschwachen Wagen einen Klassensieg und den vielbeachteten dritten Platz bei der Carrera Panamericana 1954.
Für die Saison 1955 verpflichtete Mercedes zusätzlich Stirling Moss, der auch die Einsätze auf dem neuen Sportwagen Mercedes-Benz 300 SLR bestreiten sollte. Beim ersten Formel-1-Rennen des Jahres, unter extremer Hitze in Argentinien, war Herrmann noch der zweitbeste Mercedes-Fahrer hinter Fangio. Bei der Mille Miglia war er zeitweise schneller unterwegs als der spätere vielumjubelte Sieger Moss und lag einige Zeit an zweiter Stelle. Doch beim Auftanken vergaß der Tankwart den Tankverschluss zuzuschrauben, wodurch Brennstoff ins Cockpit spritzte. Der Spezialtreibstoff drohte Kleidung und Haut zu zerfressen, sodass Herrmann mit seinem Beifahrer Hermann Eger am Futapass aufgeben musste.
Bei einem Unfall im Training für den Großen Preis von Monaco 1955 erlitt er schwere Verletzungen und konnte nicht mehr für Mercedes antreten, bevor sich das Werk zum Ende der Saison vom Rennsport zurückzog.

### Große Erfolge als Langstreckenfahrer
Herrmann blieb zunächst Porsche-Langstreckenfahrer, wollte aber unbedingt zur Formel 1 zurück. Beim Training zur Targa Florio verunglückte er in einem Ferrari. Trotzdem wurde er zu Testfahrten eingeladen, zusammen mit u. a. Wolfgang Graf Berghe von Trips. Der Rennleiter gab ihm die Anweisung, schonend zu fahren, woran sich Herrmann hielt. Die anderen Fahrer gaben Vollgas und erzielten bessere Zeiten. Rückblickend ist Herrmann gar nicht unglücklich darüber, nicht bei den Italienern Werksfahrer geworden zu sein, denn es verunglückten mehrere davon tödlich, und andere wie John Surtees litten unter den teaminternen Intrigen.
In den Formel-1-Saisons 1957 bis 1959 sah man Herrmann mit mäßigem Erfolg auf Maserati, Cooper und B.R.M. Auf der Berliner AVUS 1959 trat beim B.R.M. vor der Südkehre bei ca. 280 km/h Bremsversagen auf. Herrmann lenkte den B.R.M. in die regennassen und dadurch sehr schweren Strohballen. Der Wagen überschlug sich in hohem Bogen, wobei Herrmann herausgeschleudert wurde. Das Foto mit dem verdutzten Herrmann auf dem Boden rutschend, der Wagen durch die Luft wirbelnd, brachte ihm angesichts des glimpflichen Ausgangs den Spitznamen „Hans im Glück“ ein.
1957 und 1958 ging Hans Herrmann außerdem mit einem Borgward 1500 RS bei der Europa-Bergmeisterschaft an den Start und errang 1957 die Vizemeisterschaft.
Daneben erreichte er achtbare Ergebnisse in Langstreckenrennen (einen dritten Platz beim 24-Stunden-Rennen von Le Mans 1958) oder in der Formel 2, jeweils mit Modellen des Porsche 718. Angesichts der anstehenden Regeländerungen, nach denen die Formel 2 ab 1961 zur Formel 1 werden sollte, nahm Porsche testweise mit den F2 am Großen Preis von Italien 1960 teil. Mit dem unterlegenen Wagen kam Herrmann auf der Hochgeschwindigkeitsstrecke von Monza mit den damals noch befahrenen Steilkurven über einen sechsten Platz nicht hinaus, obwohl die technisch führenden britischen Teams das Rennen boykottierten.
Auch in der Formel-1-Saison 1961 war er Teil des Porsche-Teams. Allerdings erwies sich der etwas plumpe Vierzylinder-Porsche 718, der in der bisherigen Formel 2 erfolgreich war, gegen die neuen, schlanken Konstruktionen der Formel-1-Teams unterlegen. Porsche reduzierte die Einsätze, Herrmann kam seltener zum Zuge, obwohl er im Vorjahr Gesamtsiege beim 12-Stunden-Rennen von Sebring (mit Olivier Gendebien) und bei der Targa Florio (mit Joakim Bonnier und Graham Hill) eingefahren hatte. Hinter Dan Gurney und Bonnier, die 1959 jeweils einen Grand Prix gewonnen hatten, sah Herrmann sich ohne Perspektiven als Dritter eingestuft. Während der Saison 1962 verließ er Porsche. Die Zuffenhausener errangen in diesem Jahr zwar mit dem neuen, schlanken Achtzylindermodell Porsche 804 durch Gurney zwei Formel-1-Siege (im WM-Lauf in Rouen-les-Essarts sowie auf der heimischen Solitude ohne WM-Status), zogen sich aber Ende 1962 aus der Formel 1 zurück.
Auf den kleinen Abarth bestritt Herrmann von 1962 bis 1965 Langstrecken- und Bergrennen, ohne damit Chancen auf Gesamtsiege bei bedeutenden Rennen zu haben. Mit den kleinen Wagen (GT und Sportwagen, 1000 bis 2000 cm³) wurden nur bei weniger bedeutenden Rundstreckenrennen wie auf der AVUS Gesamtsiege erzielt. Da sein Wagen beim Schauinsland-Bergrennen im August 1965 schlecht vorbereitet war, ging er nicht an den Start; das bedeutete den Bruch mit Carlo Abarth.
1966 begann mit der Rückkehr ins Porsche-Sportwagenteam der erfolgreichste Abschnitt seiner Karriere; neben zahlreichen Podiumsplätzen in der Sportwagen-Weltmeisterschaft gewann er 1968 das 24-Stunden-Rennen von Daytona. Der Gesamtsieg bei einem 1000-km-Rennen auf dem Nürburgring, an denen er seit Beginn 1953 jedes Mal teilgenommen hatte, blieb ihm jedoch weiterhin versagt. Nach dem 1969 im Porsche 908 nur um etwa 100 Meter knapp verfehlten Sieg beim 24-Stunden-Rennen von Le Mans krönte er dort 1970 seine Langstreckenkarriere mit dem ersten Gesamtsieg für Porsche. Im strömenden Regen setzten sich er und Richard Attwood mit dem Porsche 917 K durch; nur sieben Fahrzeuge wurden am Ende gewertet.

## Die Zeit nach den Rennen
Nach diesem Erfolg zog sich der 42-Jährige, wie vorher seiner Frau versprochen, vom aktiven Rennsport zurück. Im Jahr zuvor wollte er noch mal auf dem Nürburgring mit einem Lotus 59 Formel 2 von Winkelmann beim Großen Preis von Deutschland 1969 antreten, startete aber nicht nach dem tödlichen Trainingsunfall des ehemaligen Teamkollegen und Stuttgarter Nachbarn Gerhard Mitter, der einen BMW-F2 fuhr.
Hans Herrmann blieb dem Motorsport verbunden und förderte den Nachwuchs in der Formel V. Bei Oldtimertreffen ist er ein gern gesehener Gast, insbesondere am Steuer von historischen Rennwagen.
Am 13. Dezember 1991 wurde Hans Herrmann Opfer einer Entführung. Er kam gegen Lösegeld wieder frei. Der Fall wurde in der Sendereihe Aktenzeichen XY … ungelöst im September 1992 filmisch rekonstruiert, blieb aber ungeklärt.
Seit 30 Jahren ist der erfolgreiche Automobilzubehör-Geschäftsmann Herrmann zudem Mitglied der Jury „Das Goldene Lenkrad“.

## Statistik

### Statistik in der Automobil-Weltmeisterschaft

#### Gesamtübersicht
| Saison | Team                       | Chassis            | Motor           | Rennen | Siege | Zweiter | Dritter | Poles | schn. Rennrunden | Punkte | WM-Pos. |
| ------ | -------------------------- | ------------------ | --------------- | ------ | ----- | ------- | ------- | ----- | ---------------- | ------ | ------- |
| 1953   | Hans Herrmann              | Veritas Meteor     | Veritas 2.0 L6  | 1      | −     | −       | −       | −     | −                | −      | NC      |
| 1954   | Daimler-Benz AG            | Mercedes-Benz W196 | Mercedes 2.5 L8 | 5      | −     | −       | 1       | −     | 1                | 8      | 7.      |
| 1955   | Daimler-Benz AG            | Mercedes-Benz W196 | Mercedes 2.5 L8 | 1      | −     | −       | −       | −     | −                | 1      | 22.     |
| 1957   | Scuderia Centro Sud        | Maserati 250F      | Maserati 2.5 L6 | 1      | −     | −       | −       | −     | −                | −      | NC      |
| 1958   | Scuderia Centro Sud        | Maserati 250F      | Maserati 2.5 L6 | 1      | −     | −       | −       | −     | −                | −      | NC      |
| 1958   | Jo Bonnier                 | Maserati 250F      | Maserati 2.5 L6 | 2      | −     | −       | −       | −     | −                | −      | NC      |
| 1959   | Scuderia Centro Sud        | Cooper T51         | Maserati 2.5 L4 | 1      | −     | −       | −       | −     | −                | −      | NC      |
| 1959   | British Racing Partnership | BRM P25            | BRM 2.5 L4      | 1      | −     | −       | −       | −     | −                | −      | NC      |
| 1960   | Porsche System Engineering | Porsche 718        | Porsche 1.5 F4  | 1      | −     | −       | −       | −     | −                | 1      | 28.     |
| 1961   | Porsche System Engineering | Porsche 718        | Porsche 1.5 F4  | 2      | −     | −       | −       | −     | −                | −      | NC      |
| 1961   | Ecurie Maarsbergen         | Porsche 718        | Porsche 1.5 F4  | 1      | −     | −       | −       | −     | −                | −      | NC      |
| 1966   | Roy Winkelmann Racing      | Brabham BT18       | Ford 1.0 L4     | 1      | −     | −       | −       | −     | −                | −      | NC      |
| Gesamt | Gesamt                     | Gesamt             | Gesamt          | 18     | −     | −       | 1       | −     | 1                | 10     |         |

#### Einzelergebnisse
| Saison | 1   | 2 | 3   | 4   | 5   | 6   | 7   | 8   | 9   | 10 | 11 |
| ------ | --- | - | --- | --- | --- | --- | --- | --- | --- | -- | -- |
| 1953   |     |   |     |     |     |     |     |     |     |    |    |
|        |     |   |     |     |     | 9   |     |     |     |    |    |
| 1954   |     |   |     |     |     |     |     |     |     |    |    |
|        |     |   | DNF |     | DNF | 3   | 4   | DNF |     |    |    |
| 1955   |     |   |     |     |     |     |     |     |     |    |    |
| 4      | DNQ |   |     |     |     |     |     |     |     |    |    |
| 1957   |     |   |     |     |     |     |     |     |     |    |    |
|        | DNQ |   |     |     | DNF |     |     |     |     |    |    |
| 1958   |     |   |     |     |     |     |     |     |     |    |    |
|        |     |   |     |     |     |     | DNF |     | DNF | 9  |    |
| 1959   |     |   |     |     |     |     |     |     |     |    |    |
|        |     |   |     | DNF | DNF |     |     |     |     |    |    |
| 1960   |     |   |     |     |     |     |     |     |     |    |    |
|        |     |   |     |     |     |     |     | 6   |     |    |    |
| 1961   |     |   |     |     |     |     |     |     |     |    |    |
| 9      | 15  |   | WD  |     | 13  |     |     |     |     |    |    |
| 1966   |     |   |     |     |     |     |     |     |     |    |    |
|        |     |   |     |     | 11  |     |     |     |     |    |    |
| 1969   |     |   |     |     |     |     |     |     |     |    |    |
|        |     |   |     |     |     | DNS |     |     |     |    |    |

| Legende  | Legende            | Legende                                                          |
| Farbe    | Abkürzung          | Bedeutung                                                        |
| -------- | ------------------ | ---------------------------------------------------------------- |
| Gold     | –                  | Sieg                                                             |
| Silber   | –                  | 2. Platz                                                         |
| Bronze   | –                  | 3. Platz                                                         |
| Grün     | –                  | Platzierung in den Punkten                                       |
| Blau     | –                  | Klassifiziert außerhalb der Punkteränge                          |
| Violett  | DNF                | Rennen nicht beendet (did not finish)                            |
| Violett  | NC                 | nicht klassifiziert (not classified)                             |
| Rot      | DNQ                | nicht qualifiziert (did not qualify)                             |
| Rot      | DNPQ               | in Vorqualifikation gescheitert (did not pre-qualify)            |
| Schwarz  | DSQ                | disqualifiziert (disqualified)                                   |
| Weiß     | DNS                | nicht am Start (did not start)                                   |
| Weiß     | WD                 | zurückgezogen (withdrawn)                                        |
| Hellblau | PO                 | nur am Training teilgenommen (practiced only)                    |
| Hellblau | TD                 | Freitags-Testfahrer (test driver)                                |
| ohne     | DNP                | nicht am Training teilgenommen (did not practice)                |
| ohne     | INJ                | verletzt oder krank (injured)                                    |
| ohne     | EX                 | ausgeschlossen (excluded)                                        |
| ohne     | DNA                | nicht erschienen (did not arrive)                                |
| ohne     | C                  | Rennen abgesagt (cancelled)                                      |
| ohne     | keine WM-Teilnahme |                                                                  |
| sonstige | P/fett             | Pole-Position                                                    |
| sonstige | 1/2/3/4/5/6/7/8    | Punktplatzierung im Sprint-/Qualifikationsrennen                 |
| sonstige | SR/kursiv          | Schnellste Rennrunde                                             |
| sonstige | *                  | nicht im Ziel, aufgrund der zurückgelegten Distanz aber gewertet |
| sonstige | ()                 | Streichresultate                                                 |
| sonstige | unterstrichen      | Führender in der Gesamtwertung                                   |

### Le-Mans-Ergebnisse
| Jahr | Team                       | Fahrzeug                    | Teamkollege             | Platzierung            | Ausfallgrund     |
| ---- | -------------------------- | --------------------------- | ----------------------- | ---------------------- | ---------------- |
| 1953 | Porsche KG                 | Porsche 550 Coupé           | Helm Glöckler           | Rang 16                |                  |
| 1954 | Porsche KG                 | Porsche 550/4 RS 1500 Coupé | Helmut Polensky         | Ausfall                | Motorschaden     |
| 1956 | Porsche KG                 | Porsche 550A/4              | Umberto Maglioli        | Ausfall                | Motorschaden     |
| 1957 | Porsche KG                 | Porsche 550A RS             | Richard von Frankenberg | Ausfall                | Zündung          |
| 1958 | Porsche KG                 | Porsche 718 RSK Spyder      | Jean Behra              | Rang 3 und Klassensieg |                  |
| 1959 | Porsche KG                 | Porsche 718 RSK             | Umberto Maglioli        | Ausfall                | Zündung          |
| 1960 | Porsche KG                 | Porsche 718/4               | Maurice Trintignant     | Ausfall                | Zündung          |
| 1961 | Porsche System Engineering | Porsche 718/4 RS Spyder     | Edgar Barth             | Rang 7                 |                  |
| 1962 | Porsche System Engineering | Porsche 356B Abarth         | Edgar Barth             | Rang 7 und Klassensieg |                  |
| 1966 | Porsche System Engineering | Porsche 906/6L Carrera 6    | Herbert Linge           | Rang 5                 |                  |
| 1967 | Porsche System Engineering | Porsche 907/6L              | Joseph Siffert          | Rang 5 und Klassensieg |                  |
| 1968 | Porsche System Engineering | Porsche 908                 | Joseph Siffert          | Ausfall                | Kupplungsschaden |
| 1969 | Porsche System Engineering | Porsche 908L                | Gérard Larrousse        | Rang 2 und Klassensieg |                  |
| 1970 | Porsche Austria            | Porsche 917K                | Richard Attwood         | Gesamtsieg             |                  |

### Sebring-Ergebnisse
| Jahr | Team                            | Fahrzeug                   | Teamkollege        | Teamkollege    | Platzierung            | Ausfallgrund      |
| ---- | ------------------------------- | -------------------------- | ------------------ | -------------- | ---------------------- | ----------------- |
| 1956 | Porsche KG                      | Porsche 550 Spyder         | Wolfgang von Trips |                | Rang 6 und Klassensieg |                   |
| 1957 | Porsche Company                 | Porsche 550 RS             | Jack McAfee        |                | Ausfall                | Getriebeschaden   |
| 1960 | Joakim Bonnier                  | Porsche 718 RS             | Olivier Gendebien  |                | Gesamtsieg             |                   |
| 1961 | Porsche Auto                    | Porsche 718 RS 61          | Edgar Barth        |                | Ausfall                | Motorschaden      |
| 1963 | Abarth Corse                    | Abarth-Simca 1300 Bialbero | Mauro Bianchi      |                | Ausfall                | Motorschaden      |
| 1966 | Porsche System Engineering      | Porsche 906                | Joe Buzzetta       |                | Rang 4 und Klassensieg |                   |
| 1967 | Porsche Auto                    | Porsche 910                | Joseph Siffert     |                | Rang 4                 |                   |
| 1968 | Porsche Automobile Co.          | Porsche 907 2.2            | Joseph Siffert     |                | Gesamtsieg             |                   |
| 1969 | Porsche System Engineering Ltd. | Porsche 908/02             | Kurt Ahrens        | Rolf Stommelen | Ausfall                | Chassis gebrochen |
| 1970 | Porsche Audi                    | Porsche 917K               | Rudi Lins          |                | Ausfall                | Unfall            |

### Einzelergebnisse in der Sportwagen-Weltmeisterschaft
| Team | Rennwagen                           | 1                                                                       | 2   | 3   | 4   | 5   | 6   | 7   | 8   | 9   | 10  | 11  | 12  | 13  | 14  | 15  | 16  | 17  | 18  | 19  | 20  | 21  | 22  |     |
| ---- | ----------------------------------- | ----------------------------------------------------------------------- | --- | --- | --- | --- | --- | --- | --- | --- | --- | --- | --- | --- | --- | --- | --- | --- | --- | --- | --- | --- | --- | --- |
| 1953 | Porsche Maserati                    | Porsche 356 Maserati A6GCS Porsche 550                                  | SEB | MIM | LEM | SPA | NÜR | RTT | CAP |     |     |     |     |     |     |     |     |     |     |     |     |     |     |     |
| 1953 | Porsche Maserati                    | Porsche 356 Maserati A6GCS Porsche 550                                  |     | 30  | 16  |     | DNF |     | DNF |     |     |     |     |     |     |     |     |     |     |     |     |     |     |     |
| 1954 | Porsche Dist. VW. Central S.A.      | Porsche 550                                                             | BUA | SEB | MIM | LEM | RTT | CAP |     |     |     |     |     |     |     |     |     |     |     |     |     |     |     |     |
| 1954 | Porsche Dist. VW. Central S.A.      | Porsche 550                                                             |     |     | 6   | DNF |     | 3   |     |     |     |     |     |     |     |     |     |     |     |     |     |     |     |     |
| 1955 | Daimler-Benz AG                     | Mercedes-Benz 300 SLR                                                   | BUA | SEB | MIM | LEM | RTT | TAR |     |     |     |     |     |     |     |     |     |     |     |     |     |     |     |     |
| 1955 | Daimler-Benz AG                     | Mercedes-Benz 300 SLR                                                   | DNF |     |     |     |     |     |     |     |     |     |     |     |     |     |     |     |     |     |     |     |     |     |
| 1956 | Porsche                             | Porsche 550                                                             | BUA | SEB | MIM | NÜR | KRI |     |     |     |     |     |     |     |     |     |     |     |     |     |     |     |     |     |
| 1956 | Porsche                             | Porsche 550                                                             |     | 6   | DNF | 6   | 13  |     |     |     |     |     |     |     |     |     |     |     |     |     |     |     |     |     |
| 1957 | Porsche Maserati                    | Porsche 550 Maserati 350S                                               | BUA | SEB | MIM | NÜR | LEM | KRI | CAR |     |     |     |     |     |     |     |     |     |     |     |     |     |     |     |
| 1957 | Porsche Maserati                    | Porsche 550 Maserati 350S                                               |     | DNF | DNF |     | DNF |     |     |     |     |     |     |     |     |     |     |     |     |     |     |     |     |     |
| 1958 | Borgward Porsche                    | Borgward RS Porsche 718 RSK                                             | BUA | SEB | TAR | NÜR | LEM | RTT |     |     |     |     |     |     |     |     |     |     |     |     |     |     |     |     |
| 1958 | Borgward Porsche                    | Borgward RS Porsche 718 RSK                                             |     |     |     | DNF | 3   |     |     |     |     |     |     |     |     |     |     |     |     |     |     |     |     |     |
| 1959 | Porsche                             | Porsche 718 RSK                                                         | SEB | TAR | NÜR | LEM | RTT |     |     |     |     |     |     |     |     |     |     |     |     |     |     |     |     |     |
| 1959 | Porsche                             | Porsche 718 RSK                                                         |     | DNF | 4   | DNF | DNF |     |     |     |     |     |     |     |     |     |     |     |     |     |     |     |     |     |
| 1960 | Porsche                             | Porsche 718 RSK                                                         | BUA | SEB | TAR | NÜR | LEM |     |     |     |     |     |     |     |     |     |     |     |     |     |     |     |     |     |
| 1960 | Porsche                             | Porsche 718 RSK                                                         | 7   | 1   | 1   | 4   | DNF |     |     |     |     |     |     |     |     |     |     |     |     |     |     |     |     |     |
| 1961 | Porsche                             | Porsche 718 RSK                                                         | SEB | TAR | NÜR | LEM | PES |     |     |     |     |     |     |     |     |     |     |     |     |     |     |     |     |     |
| 1961 | Porsche                             | Porsche 718 RSK                                                         | DNF | 3   | DNF | 7   |     |     |     |     |     |     |     |     |     |     |     |     |     |     |     |     |     |     |
| 1962 | Scuderia Serenissima Abarth Porsche | Porsche 356 Fiat-Abarth 1000 Porsche 718 WRS Abarth-Simca 1300 Bialbero | DAY | SEB | SEB | MAI | TAR | BER | NÜR | LEM | TAV | CCA | RTT | NÜR | BRI | BRI | PAR |     |     |     |     |     |     |     |
| 1962 | Scuderia Serenissima Abarth Porsche | Porsche 356 Fiat-Abarth 1000 Porsche 718 WRS Abarth-Simca 1300 Bialbero |     |     |     |     | 6   | 12  | 3   | 7   | 15  |     |     | DNF |     |     | 9   |     |     |     |     |     |     |     |
| 1963 | Abarth Scuderia Sant Ambroeus       | Abarth-Simca 1300 Bialbero Fiat-Abarth 1000 Fiat-Abarth 850             | DAY | SEB | SEB | TAR | SPA | MAI | NÜR | CON | ROS | LEM | MON | WIS | TAV | FRE | CCE | RTT | OVI | NÜR | MON | MON | TDF | BRI |
| 1963 | Abarth Scuderia Sant Ambroeus       | Abarth-Simca 1300 Bialbero Fiat-Abarth 1000 Fiat-Abarth 850             | 9   | 1   | DNF |     |     |     | DNF | 4   | 4   |     |     |     | 27  | 2   |     |     | 2   | 1   |     |     |     |     |
| 1964 | Abarth                              | Abarth-Simca 2000 Abarth-Simca 1300 Bialbero                            | DAY | SEB | TAR | MON | SPA | CON | NÜR | ROS | LEM | REI | FRE | CCE | RTT | SIM | NÜR | MON | TDF | BRI | BRI | PAR |     |     |
| 1964 | Abarth                              | Abarth-Simca 2000 Abarth-Simca 1300 Bialbero                            |     |     | DNF | 2   | DNF |     | 16  |     |     |     | 7   | 1   |     | 6   | 1   |     |     |     |     |     |     |     |
| 1965 | Abarth                              | Abarth-Simca 1300 Bialbero Abarth 1600 OT Abarth 1300 OT                | DAY | SEB | BOL | MON | MON | RTT | TAR | SPA | NÜR | MUG | ROS | LEM | REI | BOZ | FRE | CCE | OVI | NÜR | BRI | BRI |     |     |
| 1965 | Abarth                              | Abarth-Simca 1300 Bialbero Abarth 1600 OT Abarth 1300 OT                |     |     |     | DNF |     |     | 6   |     | DNF |     | 4   |     |     |     |     |     | 12  | 5   |     |     |     |     |
| 1966 | Porsche                             | Porsche 906                                                             | DAY | SEB | MON | TAR | SPA | NÜR | LEM | MUG | CCE | HOK | SIM | NÜR | ZEL |     |     |     |     |     |     |     |     |     |
| 1966 | Porsche                             | Porsche 906                                                             | 6   | 4   | 4   | DNF | DNF | DNF | 5   |     |     | 3   | 3   |     | 1   |     |     |     |     |     |     |     |     |     |
| 1967 | Porsche                             | Porsche 910 Porsche 907                                                 | DAY | SEB | MON | SPA | TAR | NÜR | LEM | HOK | MUG | BRH | CCE | ZEL | OVI | NÜR |     |     |     |     |     |     |     |     |
| 1967 | Porsche                             | Porsche 910 Porsche 907                                                 | 4   | 4   | 5   | 2   | 6   | DNF | 5   |     | DNF | 4   |     | DNF |     |     |     |     |     |     |     |     |     |     |
| 1968 | Porsche                             | Porsche 907 Porsche 908                                                 | DAY | SEB | BRH | MON | TAR | NÜR | SPA | WAT | ZEL | LEM |     |     |     |     |     |     |     |     |     |     |     |     |
| 1968 | Porsche                             | Porsche 907 Porsche 908                                                 | 1   | 1   | DNF | 19  | 4   | 2   | 3   | 6   | 2   | DNF |     |     |     |     |     |     |     |     |     |     |     |     |
| 1969 | Porsche                             | Porsche 908                                                             | DAY | SEB | BRH | MON | TAR | SPA | NÜR | LEM | WAT | ZEL |     |     |     |     |     |     |     |     |     |     |     |     |
| 1969 | Porsche                             | Porsche 908                                                             | DNF | DNF | 6   | 2   | 3   | 4   | 2   | 2   |     |     |     |     |     |     |     |     |     |     |     |     |     |     |
| 1970 | Porsche Porsche Austria             | Porsche 908 Porsche 917                                                 | DAY | SEB | BRH | MON | TAR | SPA | NÜR | LEM | WAT | ZEL |     |     |     |     |     |     |     |     |     |     |     |     |
| 1970 | Porsche Porsche Austria             | Porsche 908 Porsche 917                                                 |     | DNF | 3   | DNF | DNF | 6   | 2   | 1   |     |     |     |     |     |     |     |     |     |     |     |     |     |     |